# Războaiele punice

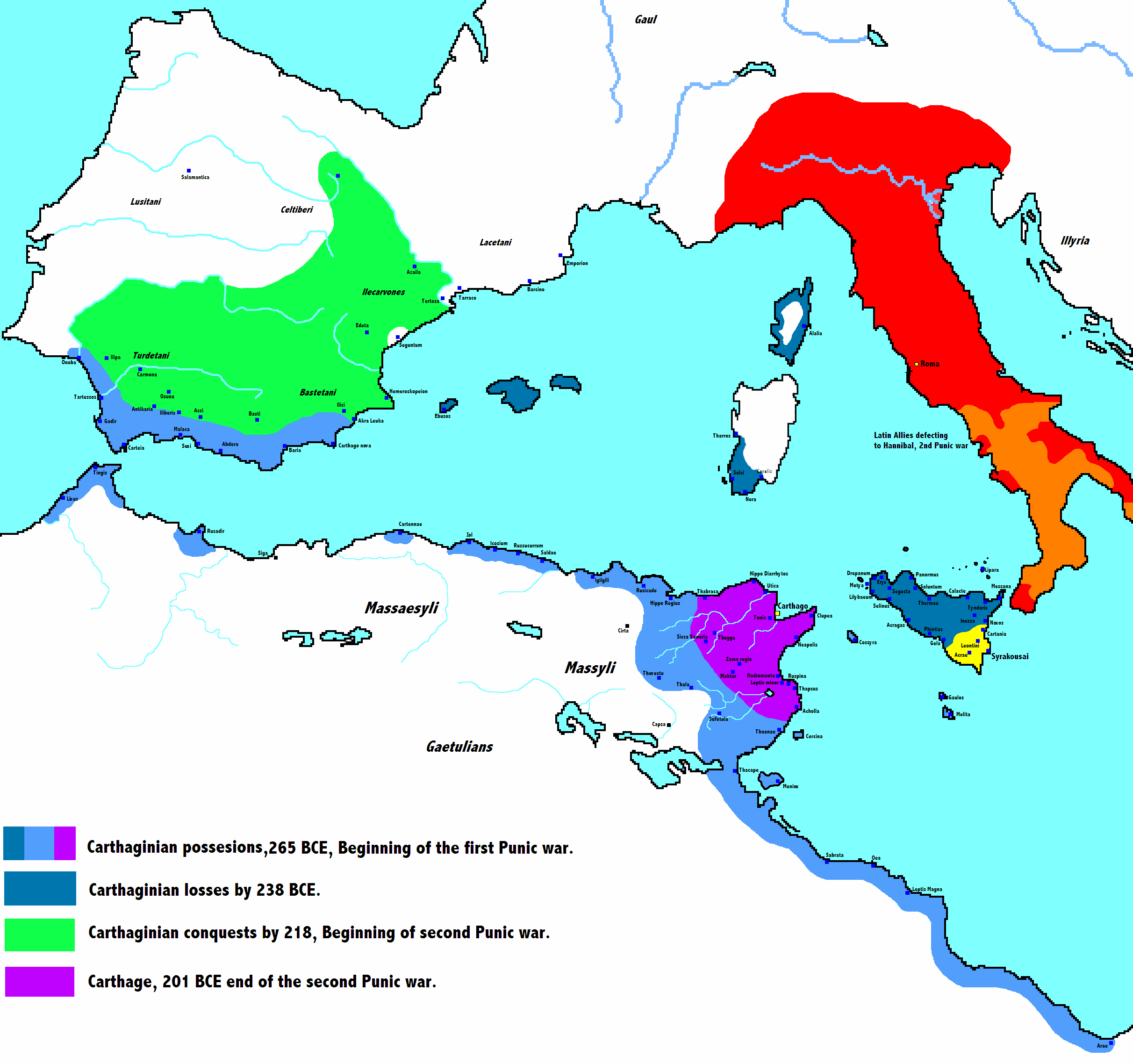
Imperiul cartaginez în timpul războaiele punice

Războaiele Punice au fost o serie de trei războaie purtate între Roma și Cartagina în perioada 264-146 î.Hr. Au purtat această denumire după numele de puni pe care romanii îl dădeau cartaginezilor. Limba vorbită era punica, o limbă semită, derivată din feniciană.
Cele trei războaie au fost:
- Primul Război Punic între 264-241 î.Hr.

- Al Doilea Război Punic între 218-201 î.Hr.

- Al Treilea Război Punic între 149-146 î.Hr.

Toate cele trei războaie s-au terminat cu victoria Romei, în cele din urmă Cartagina fiind cucerită de către romani. Primele două războaie au fost foarte echilibrate, Roma fiind foarte aproape de fiecare dată de a pierde războiul. Al treilea război a fost mai mult o expediție de pedepsire, raportul dintre cele două puteri fiind clar în favoarea Romei.

## Vezi și
- Războaiele Greco-Punice (600–265 î.Hr.)